# Comandància
|  | Per a la divisió europea de possessió de finques vegeu Comandància (feudalisme) |

La comandància (郡 en pinyin: jùn) fou un històric nivell administratiu de la Xina. Durant la Dinastia Zhou (c. 1046-256 aC), és un nivell per sota d'un districte (縣/县). Qin Shi Huang (221-210 aC r.), qui unificà els diversos regnes combatents en un gran imperi súper-centralitzat, va invertir la jerarquia i les comandàncies passaren a superiors que els districtes. Durant la Dinastia Han (CE 202 - 220 aC), la comandància va esdevenir la unitat bàsica de l'administració governamental local, cada comandància es dividia en comtats. Quan un subordinat i semiautònom regne s'abolia, se substituïa per un o diverses comandàncies directament sota el control del govern central. Les Dinasties Sui (581-618) i Tang (618-907) dinasties aboliren les comandàncies i les reemplaçaren amb zhou (州) o prefectures.